# Euphorbia deltoidea
Euphorbia deltoidea là một loài thực vật có hoa trong họ Đại kích. Loài này được Engelm. ex Chapm. mô tả khoa học đầu tiên năm 1883.